# تبرسرانی‌ها
تبرسرانیها (طبرسرانی یا تبسرانی) قومی قفقازی هستند که بومی جمهوری خودمختار داغستان در روسیه محسوب میشوند. بر اساس سرشماری سال ۲۰۱۰ روسیه، جمعیت آنها بیش از ۱۴۶ هزار نفر است و گروهی نیز در کشورهای همسود مانند اوکراین، ازبکستان و قزاقستان سکونت دارند. زبان آنها زبان تبرسرانی از خانواده زبانهای قفقازی است و دین عمدهشان اسلام و مذهب سنی است.
این قوم در منطقه داغستان در شمال قفقاز زندگی میکنند و یکی از اقوام شاخص منطقه به شمار میروند. از افراد مشهور این قوم میتوان به یلنا ایسینبایوا، قهرمان پرش با نیزه جهان، اشاره کرد.